# Pociąg grozy
Pociąg grozy (ang. Horror Express) – hiszpańsko-angielski horror science-fiction z 1972 roku w reżyserii Eugenio Martina. Zdjęcia kręcono w Madrycie i okolicach.

## Fabuła
Rok 1906. Ekspedycja naukowa prof. Saxtona znajduje w Chinach tajemniczą skamielinę. Prof. Saxton postanawia zabrać ją do Europy. Podróż odbywa się rosyjską koleją transsyberyjską. Jednak już na dworcu, ze skrzyni w którą zapakowane jest znalezisko zaczyna ziać grozą. Każdy kto do niej zajrzy pada martwy z białymi i broczącymi krwią oczami. Gdy pociąg rusza skamielina wyłazi ze skrzyni i zaczyna zabijać spojrzeniem czerwonych, świecących ślepiów. Gdy w końcu pada martwa zastrzelona przez odpowiedzialnego za ochronę pociągu inspektora Mirowa, jej śmiertelna moc przechodzi na niego. Mirow również zaczyna zabijać, wskazując czerwonymi oczami podczas mordowania, że bestia siedzi teraz w nim. Tymczasem prof. Saxton powoli odkrywa tajemnicę stwora. W czasie konfrontacji z Mirowem-potworem, z której wychodzi cało dzięki oślepieniu bestii silnym światłem, dowiaduje się, że „coś” co znajdowało się najpierw w skamielinie, a teraz rządzi Mirowem to obca forma życia, która przybyła z innej galaktyki. W końcu Mirow pada pod ogniem oddziału kozaków kpt. Kazana, który wsiadł do pociągu na jednej ze stacji. Jednak śmiercionośna moc przechodzi z kolei na podróżującego pociągiem fanatycznego popa, który masakruje spojrzeniem kozaków wraz z dowódcą. Pasażerowie pociągu, mknącego w kierunku siedzib ludzkich są bezradni wobec mocy bestii. Uciekając do ostatniego wagonu, odczepiają go od składu. W tym czasie pociąg mknie już ku przepaści, skierowany na boczny tor na rozkaz Moskwy. Bestia wraz z pociągiem spada w przepaść, ale ostatni wagon wraz z ocalałymi pasażerami, wyhamowuje na jej skraju.

## Obsada
- Christopher Lee – prof. Saxton
- Juan Olaguivel – skamielina
- Peter Cushing – dr Wells
- Alberto de Mendoza – pop
- Silvia Tortosa – Irina
- Julio Pena – inspektor Mirow
- Ángel del Pozo – Jewstuszenko
- Telly Savalas – kpt. Kazan
- Helga Liné – Natasza
- Alice Reinheart – miss Jones